# Dywizjon Kawalerii KOP „Niewirków”
Dywizjon Kawalerii KOP „Niewirków” – pododdział kawalerii Korpusu Ochrony Pogranicza.

## Formowanie i zmiany organizacyjne
Na posiedzeniu Politycznego Komitetu Rady Ministrów, w dniach 21-22 sierpnia 1924, zapadła decyzja powołania Korpusu Wojskowej Straży Granicznej. 12 września 1924 Ministerstwo Spraw Wojskowych wydało rozkaz wykonawczy w sprawie utworzenia Korpusu Ochrony Pogranicza, a 17 września instrukcję określającą jego strukturę. Jesienią 1924, w składzie 1 Brygady Ochrony Pogranicza, został sformowany 4 szwadron kawalerii KOP.
Szwadron był podstawową jednostką taktyczną kawalerii KOP. Zadaniem szwadronu było prowadzenie działań pościgowych, patrolowanie terenu, w dzień i w nocy, na odległości nie mniejsze niż 30 km, a także utrzymywanie łączności między odwodami kompanijnymi, strażnicami i sąsiednimi oddziałami oraz eskortowanie i organizowanie posterunków pocztowych. Wymienione zadania szwadron realizował zarówno w strefie nadgranicznej, będącej strefą ścisłych działań KOP, jak również w pasie ochronnym sięgającym około 30 km w głąb kraju. Szwadron był też jednostką organizacyjną, wyszkoleniową, macierzystą i pododdziałem gospodarczym .
W skład szwadronu wchodzić miały cztery plutony liniowe i drużyna dowódcy szwadronu. Według etatu szwadron liczyć powinien trzech oficerów, 19 podoficerów i 65 ułanów. Na uzbrojeniu posiadał 77 karabinków, 7 pistoletów oraz 82 szable.
Z dniem 23 grudnia 1924 na stanowisko dowódcy szwadronu został przeniesiony rotmistrz 1 pułku szwoleżerów Kazimierz Mastalerz.
W lipcu 1929 zreorganizowano kawalerię KOP. Zorganizowano dwie grupy kawalerii. Podział na grupy uwarunkowany był potrzebami szkoleniowymi i zadaniami kawalerii KOP w planie „Wschód”. Szwadron wszedł w skład grupy południowej. Przyjęto też zasadę, że szwadrony przyjmą nazwę miejscowości będącej miejscem ich stacjonowania. Obok nazw geograficznych, do 1931 stosowano również numer szwadronu.
W 1934(?)1932roku dokonano kolejnego podziału szwadronów. Tym razem na trzy grupy inspekcyjne. Szwadron wszedł w skład grupy południowej.
W 1934 dostosowano strukturę szwadronu do wymogów szkoły podoficerów kawalerii KOP .
W 1937, w ramach reorganizacji Korpusu Ochrony Pogranicza „R.3” I Faza, dotychczasowy szkolny szwadron kawalerii KOP „Niewirków” został przeformowany w dywizjon kawalerii KOP „Niewirków. Dywizjon był jednostką organizacyjną, wyszkoleniową i macierzystą. Jednostką administracyjną dla dywizjonu był batalion KOP „Hoszcza”. Do 1 kwietnia 1939 planowano zorganizować własne podkwatermistrzostwo .
Zarządzenie dowódcy KOP gen. bryg. Jana Kruszewskiego w sprawie zmian w kwatermistrzostwie KOP, dniem 1 kwietnia 1939 uruchomione zostało podkwatermistrzostwo dywizjonu.
Dywizjon wchodził w skład pułku KOP „Zdołbunów”. Pod względem wyszkolenia podlegał inspektorowi południowej grupy szwadronów kawalerii KOP . Do 17 września 1939 stacjonował w Niewirkowie.

## Struktura organizacyjna
Skład organizacyjny dywizjonu w 1938 :
- dowódca dywizjonu
- drużyna dowódcy[b]
  - kancelaria
  - drużyna łączności
  - lekarz dywizjonu
  - lekarz weterynarii
- podkwatermistrzostwo[c]
- szwadron liniowy
- szwadron młodych koni[d]

## Kadra jednostki
Dowódcy dywizjonu
- rtm. Antoni Głuchowski (był w 1937)[16]
- mjr Wacław Kryński (17 IV 1937[16] –1939 z 1 pszwol [15][17])

Obsada personalna w marcu 1939
Ostatnia „pokojowa” obsada personalna dywizjonu
- dowódca dywizjonu – mjr Wacław Kryński
- adiutant – por. Emilian Edmund Thiel(*)
- lekarz – kpt. lek. Wacław Kessling
- lekarz weterynarii – kpt. lek. wet. Jan Talecki
- dowódca szwadronu liniowego – rtm. Jan Józef Suchcicki[f].
- dowódca plutonu – rtm. Tadeusz Domański
- dowódca szwadronu młodszych koni – rtm. Zbigniew Piotrowski
- dowódca plutonu – por. Emilian Edmund Thiel(*)[g]